# БАТ FK-23 Бантам
БАТ FK-23 Бантам (енгл. BAT FK-23 Bantam) је ловачки авион направљен у Уједињеном Краљевству. Авион је први пут полетео 1918. године. 

Направљена је само мања серија.
Највећа брзина авиона при хоризонталном лету је износила 206 km/h.
Распон крила авиона је био 7,62 метара, а дужина трупа 5,61 метара. Празан авион је имао масу од 378 килограма. Нормална полетна маса износила је око 599 килограма.

## Наоружање
| Наоружање авиона: Бритиш ериал транспорт (компани лимитед) |     |
| Ватрено (стрељачко) наоружање                              |     |
| Топ                                                        |     |
| Митраљез                                                   |     |
| Број и ознака митраљеза                                    | 2   |
| Калибар                                                    | 7,7 |
| Бомбардерско наоружање (бомбе)                             |     |
| Ракетно наоружање (ракете)                                 |     |